# Echinocereus spinigemmatus
Echinocereus spinigemmatus är en kaktusväxtart som beskrevs av A.B. Lau. Echinocereus spinigemmatus ingår i släktet Echinocereus och familjen kaktusväxter. Inga underarter finns listade i Catalogue of Life.